# Was Gott tut, das ist wohlgetan, BWV 98

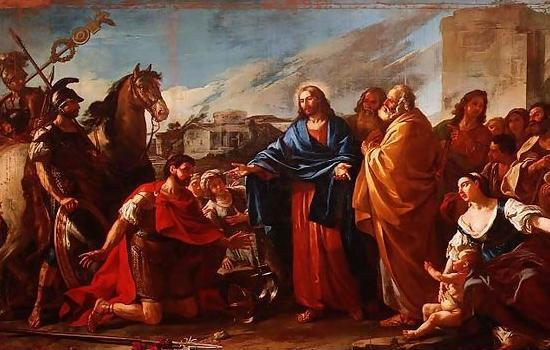
Curación del hijo de un noble, tema del evangelio, de Joseph-Marie Vien.

Was Gott tut, das ist wohlgetan, BWV 98 (Lo que Dios hace, bien hecho está) es una cantata de iglesia escrita por Johann Sebastian Bach en Leipzig para el vigesimoprimer domingo después de la Trinidad y estrenada el 10 de noviembre de 1726.

## Historia
Bach compuso esta obra durante su cuarto año como Thomaskantor en Leipzig para el vigesimoprimer domingo después de la Trinidad. Forma parte de su tercer ciclo anual de cantatas corales y fue interpretada por primera vez el 10 de noviembre de 1726.

## Análisis

### Texto
Las lecturas establecidas para ese día eran de la epístola a los efesios, "tomad toda la armadura de Dios" (Efesios 6:10-17), y del evangelio según San Juan, la curación del hijo de un noble (Juan 4:46-54).
El texto empieza con la primera estrofa del himno "Was Gott tut, das ist wohlgetan" escrito por Samuel Rodigast en 1674. Sin embargo, no es una cantata coral en el sentido estricto del segundo ciclo anual, con cantatas basadas en las estrofas de un coral. En aquel tiempo él mismo había tratado del mismo coral por completo en Was Gott tut, das ist wohlgetan, BWV 99 de 1724 y más tarde en Was Gott tut, das ist wohlgetan, BWV 100 de 1732. El texto del coral se centra en la confianza en Dios, mientras las dos cantatas que había escrito previamente para la ocasión, Ich glaube, lieber Herr, hilf meinem Unglauben, BWV 109 y Aus tiefer Not schrei ich zu dir, BWV 38, ambas partían de la duda y la angustia. El poeta desconocido hace referencia a ideas generales del evangelio. Subraya que una oración por la salvación será concedida, en el cuarto movimiento conforme a Mateo 7:7, "llamad, y se os abrirá". En el quinto movimiento continúa, parafraseando a Jacob en Génesis 32:26, "No te dejaré, si no me bendices". Este último movimiento no es un coral, aunque su texto comienza como uno, "Meinen Jesum laß ich nicht" escrito por Christian Keymann en 1658.

### Instrumentación
La obra está escrita para cuatro voces solistas (soprano, alto, tenor y bajo), un coro  a cuatro voces;  dos oboes, taille, dos violines, viola y bajo continuo.

### Estructura
Consta de cinco movimientos.
1. Coro: Was Gott tut, das ist wohlgetan
2. Recitativo (tenor): Ach Gott! wenn wirst du mich einmal
3. Aria (soprano): Hört, ihr Augen, auf zu weinen
4. Recitativo (alto): Gott hat ein Herz, das des Erbarmens Überfluß
5. Aria (bajo): Meinen Jesum laß ich nicht

La cantata está íntimamente orquestada como música de cámara, en especial en comparación con las cantatas corales basadas en el mismo coral con una melodía de Severus Gastorius. En el coro inicial el arreglo en su mayor parte homofónico de las voces, con los oboes tocando colla parte, se complementa con la cuerda dominada por el primer violín como instrumento obbligato más que un concierto orquestal independiente. La última línea está escrita en libre polifonía, extendida has la última nota larga de la melodía. Todas las voces cuentan con extensos melismas sobre la palabra walten (guiar), enfatizando que Dios "tiene el control en última instancia". La cuerda y las voces se alternan siguiendo la forma bar de dos Stollen que van unidos por el Abgesang.
Ambos recitativos son secco. La primera aria va acompañada por un oboe obbligato. Los dos primeros compases de su tema derivan de la melodía del coral. El ritornello se repite tras una primera sección vocal, "cesa el llanto y sé paciente", y una segunda vez para concluir una sección vocal diferente que representa "la firmeza de Dios" mediante una corriente de tresillos en la voz.
La segunda aria es el movimiento final de la obra, dominada por los violines al unísono siguiendo una estructura similar a la primera. Las dos secciones vocales enmarcadas por repeticiones de un ritornello. Bach insinúa el coral de cierre habitual empezando la parte vocal con una versión adornada de la primera línea del himno "Meinen Jesum laß ich nicht" sobre una melodía de Andreas Hammerschmidt sobre las mismas palabras que el texto de la cantata. La primera línea aparece en cuatro de las cinco entradas de la voz.

## Discografía selecta
De esta pieza se han realizado una serie de grabaciones entre las que destacan las siguientes.
- 1963 – Les Grandes Cantates de J.S. Bach Vol. 14. Fritz Werner, Heinrich-Schütz-Chor Heilbronn, Pforzheim Chamber Orchestra, Agnes Giebel, Claudia Hellmann, Helmut Krebs, Erich Wenk (Erato)
- 1979 – J.S. Bach: Das Kantatenwerk Vol. 5. Gustav Leonhardt, Knabenchor Hannover, Leonhardt-Consort, solista del Knabenchor Hannover, Paul Esswood, Kurt Equiluz, Max van Egmond (Telefunken)
- 1983 – Die Bach Kantate Vol. 55, Helmuth Rilling, Gächinger Kantorei, Bach-Collegium Stuttgart, Arleen Augér, Julia Hamari, Lutz-Michael Harder, Walter Heldwein (Hänssler)
- 1999 – Bach Edition Vol. 5: Cantatas Vol. 2, Pieter Jan Leusink, Holland Boys Choir, Netherlands Bach Collegium, Ruth Holton, Sytse Buwalda, Knut Schoch, Bas Ramselaar (Brilliant Classics)
- 2000 – Bach Cantatas Vol. 11. John Eliot Gardiner, Monteverdi Choir, English Baroque Soloists, Joanne Lunn, William Towers, Paul Agnew, Gotthold Schwarz (Soli Deo Gloria)
- 2003 – J.S. Bach: Complete Cantatas Vol. 18. Ton Koopman, Amsterdam Baroque Orchestra & Choir, Johannette Zomer, Bogna Bartosz, Christoph Prégardien, Klaus Mertens (Antoine Marchand)
- 2004 – J.S. Bach: Cantatas for the Complete Liturgical Year Vol. 1 BWV 98, 180, 56, 55. Sigiswald Kuijken, La Petite Bande, Sophie Karthäuser, Petra Noskaiová, Christoph Genz, Dominik Wörner (Accent)
- 2010 – J.S. Bach: Cantatas Vol. 48. Masaaki Suzuki, Bach Collegium Japan, Hana Blažíková, Robin Blaze, Satoshi Mizukoshi, Peter Kooy (BIS)